# Henk van der Grift
Hendrik „Henk“ van der Grift (* 25. Dezember 1935 in Breukelen) ist ein ehemaliger niederländischer Eisschnellläufer. 
Van der Grift wurde 1961 in Göteborg Mehrkampfweltmeister. Es war der erste Titel für einen Niederländer seit über 55 Jahren. 1962 in Moskau errang er mit Silber seine zweite Medaille bei Weltmeisterschaften. 
Bei der Europameisterschaft 1961 gewann er die Silbermedaille. 
Van der Grift wurde 1961 mit der Oscar Mathisen Memorial Trophy ausgezeichnet. 